# Bahnhof Salzmünde

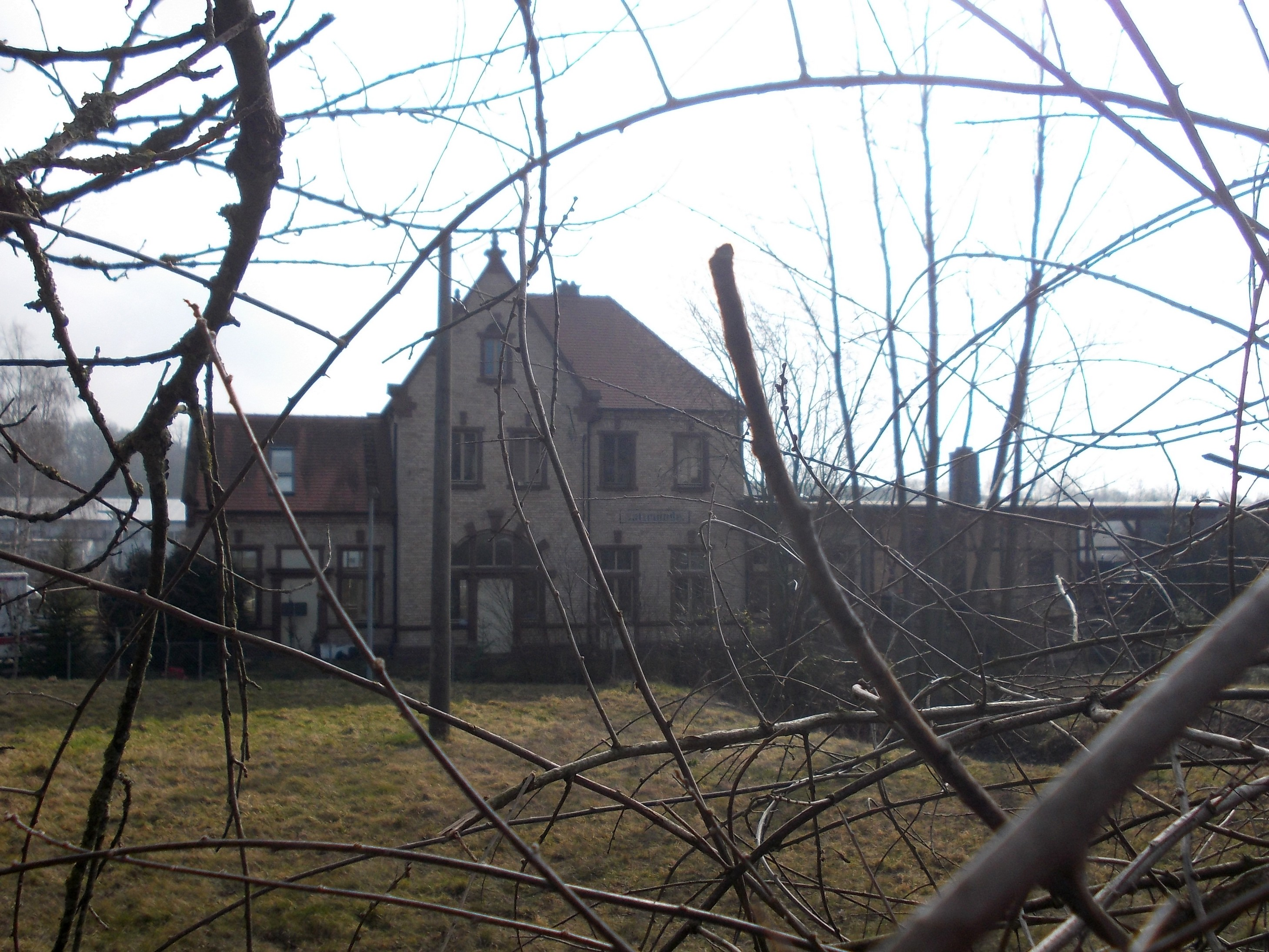
Ehemaliger Bahnhof von Salzmünde

Der Bahnhof Salzmünde ist ein denkmalgeschützter ehemaliger Bahnhof im Ortsteil Salzmünde der Gemeinde Salzatal in Sachsen-Anhalt. Im
örtlichen Denkmalverzeichnis ist es unter der Erfassungsnummer 094 97920 als Baudenkmal verzeichnet.
Der Bahnhof in Salzmünde, in der Straße Alter Bahnhof, wurde 1888 durch die Preußische Staatsbahn als Endbahnhof der Strecke Teutschenthal–Salzmünde erbaut. Der Personenverkehr auf der Strecke umfasste nie mehr als vier Zugpaare. 1962 wurde die Strecke zwischen Bennstedt und Salzmünde gesperrt. Es blieb aber eine Kleinlokomotive im Bahnhof stationiert, die Güterwagen, die per Straßenroller vom Bahnhof Lieskau transportiert wurden, im Bahnhof zu verschieben. Dieser Güterverkehr  wurde noch bis in die 1970er Jahre durchgeführt.
Südlich von Salzmünde führte die Bahnstrecke Halle Klaustor–Hettstedt vorbei, sie wurde von der Strecke unterquert, eine Verbindung gab es nicht. 
Das Empfangsgebäude des Bahnhofes ist heute (Stand 2019) gut erhalten und auch als solches noch erkennbar. Es wird vermutet, dass es sich bei dem Gebäude nicht um das ursprüngliche handelt, sondern genauso wie bei Salzmünde Süd ein späterer Neubau ist. Vom Bahnhof Salzmünde führten noch Gleise zum Speicher Salzmünde und zur Ziegelei Salzmünde.
Der ehemalige Bahnhof von Salzmünde befindet sich heute in Privatbesitz.